# 科洛米采韋奧澤羅
49°47′11″N 33°10′6″E / 49.78639°N 33.16833°E
科洛米采韋奧澤羅（烏克蘭語：Коломійцеве Озеро），是烏克蘭中部的村莊，隸屬波爾塔瓦州的盧布尼區。該村分別距離什托姆佩利夫卡、庫托爾日哈和新拜拉克1公里和沙爾基夫希納1.5公里，海拔高度130米，2001年人口128。